# Charles Trouillard
Pour les articles homonymes, voir Trouillard.
Charles Trouillard 18 août 1827, Évron - 5 juillet 1890) fut un avocat à Mayenne, et un violoniste distingué. Il est l'auteur de plusieurs ouvrages et notices historiques.

## Publications
- Étude sur le Grand-Oisseau, Loré, la chapelle de Toutes-Aides. Mayenne, Derenne. 1866.
- Bourg-Nouvel et son sénéchal.
- Les Seigneurs de la Chapelle Saint-Jacques des Lépreux de Mayenne.